# Huwasi
Una huwasi o piedra huwasi (sumerograma, ZI.KIN), en la mitología hitita, era una piedra o estela sagrada, objeto de culto, pues está consagrada a una deidad. Principalmente, se situaban fuera de las áreas urbanas, en espacios al aire libre, en áreas boscosas o acantilados rocosos, preferentemente cerca de manantiales.
De esta forma, cualquier divinidad podía ser adorada de forma anicónica, con formas naturales, cuando no se disponía, en los alrededores, de templo a ella dedicado.
El tamaño de las huwasi es probable que estuviese en función de la divinidad a que estuviesen dedicadas y además de piedra, podía estar hecha en otros materiales, decorándose con relieves e inscripciones conmemorativas. Al ser tratadas como dioses, se les ofrecía comida y agua y eran lavadas e impregnadas de aceite sagrado.
Durante determinadas fiestas, se realizaban procesiones donde las estatuas de los dioses eran llevados ante las huwasi y allí se procedía a los rituales de culto tradicionales del tipo libaciones o sacrificios